# Barrage hydroélectrique de Takamaka I
Pour les articles homonymes, voir Takamaka.
Le barrage hydroélectrique de Takamaka I ou barrage Gingembre est le principal ouvrage du premier aménagement hydroélectrique de Takamaka sur l'île de La Réunion, département d'outre-mer français dans le sud-ouest de l'océan Indien. Il est situé sur le territoire de la commune de Saint-Benoît dans la vallée de Takamaka sur le cours de la rivière des Marsouins.
Le barrage se situe en amont de cinq cascades, hautes parfois de plus de 50 mètres, dont la cascade de l'Arc en ciel en aval du barrage de Takamaka II (barrage des Hirondelles). Il est alimenté par l'eau de la rivière des Marsouins principalement mais aussi par l'eau du Bras Cabot déviée via un tunnel de 865 mètres de longueur et de section 2,3 x 3,2, vers le cours principal de la rivière des Marsouins. Ce cours d’eau de 30 km prend sa source à 2 500 m d’altitude, près de Cilaos, traverse d’ouest en est la forêt de Bébour avant d’arriver dans la vallée de Takamaka. Une prise d'eau située sur la rive gauche permettant la vidange complète du barrage.
L'eau captée par Takamaka 1 est acheminée  par une galerie d'amenée (de 2 mètres de haut, en forme de fer à cheval) de 1 240 mètres de long creusée en traditionnel. Plusieurs autres petites galeries ont été creusées à l'explosif et permettent de rejoindre l'usine souterraine située à 316 mètres de profondeur ou bien d'acheminer l'eau d'un site à un autre. Le puits de chute vertical amène l'eau aux turbines depuis la galerie d'amenée, après une chute de 270 mètres. Entièrement bétonné, il se divise en deux à sa base, chaque branche alimentant une turbine.
L’autorisation de prélèvement d’eau pour la centrale de Takamaka I est régie par le « décret du 20 novembre 1974 relatif à l’aménagement et l’exploitation de la chute de Takamaka sur la rivière des Marsouins dans le département de la Réunion ». Le débit maximum emprunté est de 7,5 m3/s soit 480 000 m3/j.
Le barrage est accessible depuis le sentier de Takamaka après une vingtaine de minutes de marche.